# Pomnik Włodzimierza Wielkiego w Kijowie
Pomnik Włodzimierza Wielkiego w Kijowie (ukr. Пам'ятник Володимиру Великому) – pomnik znajdujący się na Wołodymyrśkiej hirce w Kijowie, poświęcona księciu Włodzimierzowi I Wielkiemu.

## Historia
Pomnik powstał na mocy decyzji cara Mikołaja I, który w 1853 nakazał jego wzniesienie na drugim tarasie Wołodymyrśkiej hirki z okazji 900-lecia Chrztu Rusi. Miał on upamiętniać wielkie wydarzenie w historii Rusi — przyjęcie chrztu przez księcia Włodzimierza oraz jego rolę w szerzeniu chrześcijaństwa w regionie.
Autorem projektu pomnika był architekt Aleksandr Ton, natomiast posąg oraz reliefy stworzył rzeźbiarz Wasilij Demut-Malinowski, który umieścił figurę księcia na szczycie budowli przypominającej kapliczkę. Pomnik stanowi zabytek architektoniczny Prawobrzeżnych Wzgórz Kijowa i jest częścią przestrzeni rekreacyjnej wykorzystywanej przez mieszkańców miasta do spacerów i odpoczynku.
Na fundamencie pomnika znajdują się symbole masońskie, co ma związek z tym, że zarówno Aleksandr Ton, jak i Wasilij Demut-Malinowski byli członkami masonerii.
W 2022 roku, podczas ataku wojsk rosyjskich na Kijów, pomnik został zabezpieczony przed uszkodzeniami za pomocą specjalnej konstrukcji ochronnej.